# Camponotus altivagans
Camponotus altivagans är en myrart som beskrevs av Wheeler 1936. Camponotus altivagans ingår i släktet hästmyror, och familjen myror. Inga underarter finns listade.